# Petr Horák (filozof)
Petr Horák (ur. 5 września 1935 w Brnie) – czeski filozof. Specjalizuje się w historii nowoczesnej, współczesnej filozofii europejskiej oraz dziejach francuskiej myśli filozoficznej.

## Życiorys
Jest absolwentem Uniwersytetu Masaryka, gdzie w 1958 r. ukończył studia z zakresu historii i pomocniczych nauk historycznych. W 1966 r. uzyskał tytuł kandydata nauk (CSc.) w Instytucie Filozofii Czechosłowackiej Akademii Nauk. W 1990 r. uzyskał habilitację z filozofii. Od 1993 r. profesor historii filozofii.
W 1990 r. został redaktorem naczelnym czasopisma „Filosofický časopis”.